# Joseph de Jussieu
Joseph de Jussieu ( Lyon, 3 de septiembre de 1704-París, 11 de abril de 1779 ) fue un botánico francés.

## Biografía
Hermano de Bernard y de Antoine de Jussieu, estudia Medicina y Ciencias naturales en Lyon. Acompaña, en calidad de botánico, a de La Condamine, que dirige una expedición encargada de medir en Perú el arco de meridiano. Contrariamente a los otros miembros de esa expedición, permanece en América del Sur a fin de continuar sus estudios naturalistas, durante 36 años.
En 1758, es electo y admitido en la Academia de las Ciencias de París.
Joseph de Jussieu vuelve, muy enfermo a Francia en 1771, falleciendo algunos años después sin disponer del tiempo para escribir sus memorias. Lamentablement se pierde una gran parte de sus manuscritos y de sus colecciones, pero enriqueció considerablemente los herbarios del rey, hoy conservados en el Muséum national d'histoire naturelle de París.
Fue introductor del heliotropo de Perú: Heliotropium peruvianum; y contribuyó grandemente al conocimiento de la quinquina, árbol del que se extrae la quinina y del conocimiento de la planta de coca.

## Obra
- Quaestio medica … An in reactionis actionisque aequalitate, oeconomia animalis? 1733 - Disertación bajo Paul-Jacques Malouin (1701–1778)

- Description de l'arbre à quinquina : mémoire inédit de Joseph de Jussieu . 1936 - tradujo del latín por Pancier.

## Honores

### Eponimia
- (Onagraceae) Jussiaea L.[1]